# جیمز دریفوس
جیمز دریفوس (انگلیسی: James Dreyfus؛ زادهٔ ۹ اکتبر ۱۹۶۸) هنرپیشه اهل کشور بریتانیا است. وی آشکارا همجنسگرا است.

## فیلمشناسی
| نام فیلم                    | سال تولید    | نقش             | توضیحات                          |
| --------------------------- | ------------ | --------------- | -------------------------------- |
| یخ نازک                     | ۱۹۹۵         | گرِگ             |                                  |
| خط باریک آبی                | ۱۹۹۵ تا ۱۹۹۶ |                 | مجموعه تلویزیونی                 |
| دوست‌پسرها                   | ۱۹۹۶         | پُل              |                                  |
| ناتینگ هیل                  | ۱۹۹۹         | مارتین          |                                  |
| بده من بده من بده من        | ۱۹۹۹ تا ۲۰۰۱ |                 | مجموعه تلویزیونی                 |
| چرچیل: سال‌های هالیوود       | ۲۰۰۴         |                 |                                  |
| مأمور کدی بنکس ۲: مقصد لندن | ۲۰۰۴         |                 |                                  |
| قهرمان من                   | ۲۰۰۶         |                 | مجموعه تلویزیونی                 |
| کاباره                      | ۲۰۰۷         |                 |                                  |
| نینا و نورون‌ها              | ۲۰۰۷         | فلیکس (صداپیشه) | مجموعه تلویزیونی مخصوص کودکان    |
| ماجراهای سارا جین           | ۲۰۱۱         | هریسون          |                                  |
| آدمکشان میدسامر             | ۲۰۱۲         | رالف فورد       |                                  |
| شهر هالبی                   | ۲۰۱۲         | فلیکس           |                                  |
| وایت‌چپل                     | ۲۰۱۲         |                 |                                  |
| بی‌حیا                       | ۲۰۱۳         |                 | مجموعه تلویزیونی مخصوص بزرگسالان |
| پدر براون                   | ۲۰۱۵         |                 |                                  |
| صدف اسکاتلندی               | ۲۰۱۵         |                 |                                  |
| بلور تاریک: دوران مقاومت    | ۲۰۱۹         |                 | مجموعهٔ تلویزیونی                 |
| هری و مگان: سلطنتی شدن      | ۲۰۱۹         |                 | فیلم تلویزیونی                   |
| ابرنواختر                   | ۲۰۲۰         |                 |                                  |
| خویشاوندان                  | ۲۰۲۱         |                 |                                  |